# Bletterans
Bletterans je naselje in občina v vzhodnem francoskem departmaju Jura regije Franche-Comté. Leta 2009 je naselje imelo 1.392 prebivalcev.

## Geografija
Kraj leži v pokrajini Bresse ob reki Seille, 71 km severno od Bourg-en-Bressa in 83 km jugozahodno od Besançona.

## Uprava
Bletterans je sedež istoimenskega kantona, v katerega so poleg njegove vključene še občine Arlay, Chapelle-Voland, Cosges, Desnes, Fontainebrux, Larnaud, Nance, Quintigny, Relans, Les Repôts, Ruffey-sur-Seille in Villevieux s 6.306 prebivalci.
Kanton Bletterans je sestavni del okrožja Lons-le-Saunier.

## Zanimivosti
- cerkev Spreobrnjenja sv. Pavla;

## Pobratena mesta
- Thuin (Valonija, Belgija);